# Coalizão para Inovações em Preparação para Epidemias

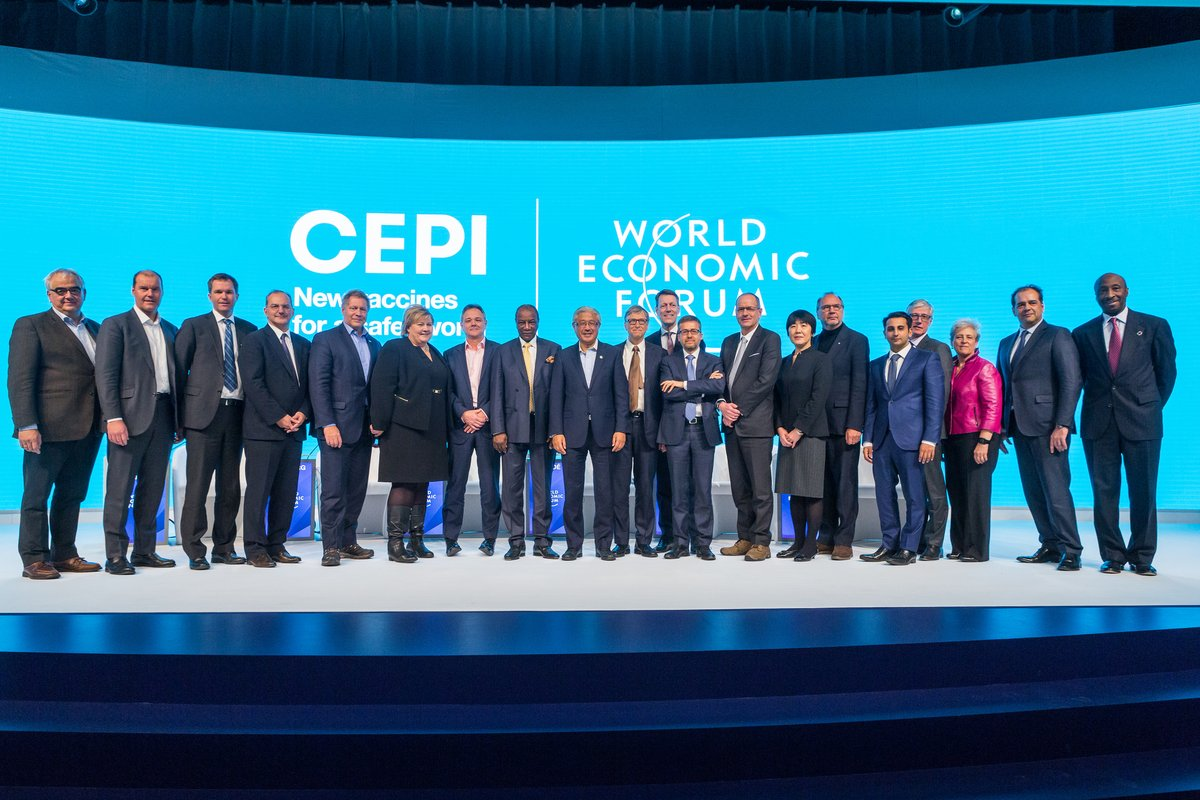
Criação do CEPI em Davos

A Coalizão para Inovações em Preparação para Epidemias (em inglês Coalition for Epidemic Preparedness Inovation, abreviado como CEPI) é uma organização filantrópica e da sociedade para financiar projetos de pesquisa independentes com o objetivo de desenvolver vacinas contra epidemias causadas por agentes infecciosos emergentes. Os agentes infecciosos nos quais trabalha são: Os coronavírus MERS-CoV e SARS-CoV-2  (causando a Covid-19 pandemia), o vírus Nipah (NIV), o vírus de Lassa, o vírus da febre do Vale Rift, bem como o vírus chikungunya. Nos seus estatutos, o CEPI se compromete em levar um acesso justo e equitativo à vacina para controle de pandemias. Esta cláusula levou a algumas empresas farmacêuticas a se recusarem a participar da coalizão.
Os primeiros esboços do CEPI surgiram em 2015 e a coalizão foi criada oficialmente no Fórum Econômico Mundial em Davos em 2017. Ela recebeu um dote de US$ 460 milhões pela Fundação Bill e Melinda Gates, pela Fundação Wellcome Trust e por um grupo de países, em particular Noruega, Japão e Alemanha. Em 2019 a União Europeia se juntou à coalizão, seguida em 2020 pelo Reino Unido. A sede está localizada em Oslo, Noruega. Em 2020, o CEPI foi considerado o corpo mais bem equipado para desenvolver uma vacina para combater o Covid-19.

## História

### Origens
A ideia do CEPI foi lançada em julho de 2015 por um artigo publicado na revista médica New England Journal of Medicine pelo diretor da Fundação Wellcome Trust, Stanley A. Plotkin (um dos descobridores da vacina contra o sarampo) e (descobridor da vacina contra o papilomavírus humano (HPV) e da vacina contra rotavírus).
O projeto foi ainda mais explorado no Fórum Econômico Mundial em Davos em 2016, quando uma solução foi buscada para fornecer uma vacina contra a epidemia de Ebola que estava sendo atacada na África Ocidental.

### Criação
O CEPI foi criado oficialmente no Fórum Mundial em Davos em 2017, com uma doação inicial de US $ 460 milhões de governos como Noruega, Japão e Alemanha e grandes fundações filantrópicas como a Wellcome trust and Fundação Bill e Melinda Gates. A Índia entrou na coalizão logo depois. O objetivo era ser capaz de produzir uma vacina em menos de um ano, quando o desenvolvimento usual é de 10 anos. A instituição foi criada para desenvolver vacinas contra vírus conhecidos com potencial de desencadear epidemias, como o MERS, o vírus da febre de Lhasa e os vírus Nipah, Ebola, Marburg e Zika. O médico norueguês John-Arne Røttingen, ex-chefe do comitê de direção para os testes da febre Ebola, foi escolhido para liderar o CEPI.
Em abril de 2017, Richard J. Hatchett, ex-diretor da agência americana de pesquisa avançada no campo biomédico (BARDA), foi nomeado diretor geral em  da coalizão.

### Vacina contra a covid-19
Em 23 de janeiro de 2020, O CEPI anunciou investimentos em várias instituições para combater do desenvolvimento de uma vacina para a COVID-19. Em março de 2020, os chefes de estado e de governo do G7 declararam conjuntamente apoio a essa iniciativa.